# Цин Шъхуан
Цин Шъхуан (на китайски: 秦始皇 произношение) е първият император на Китай, управлявал през 221 – 210 година пр.н.е.
Наследил през 246 година пр.н.е. царството Цин, една от „Воюващите държави“, до 221 година пр.н.е. той успява да се наложи над своите съперници, слага край на продължителните войни в региона и за пръв път обединява Китай под обща власт. Управлява обединената държава до своята смърт на 49 години през 210 година пр.н.е.
След обединението на Китай Цин въвежда титлата император (хуанди) и започва да се нарича Шъ Хуанди („Първи император“). Той се превръща в ключова фигура за китайската история, поставяйки началото на продължило над две хилядолетия императорско управление. След укрепването на властта си Цин Шъхуан и неговият главен съветник Ли Съ предприемат поредица от дълбоки стопански и политически реформи, както и мащабни строителни проекти, сред които укрепването и свързването на участъци от Великата китайска стена, изграждането на огромния Мавзолей на владетеля с известната Теракотена армия и строителството на пътна система, свързваща отдалечени области от империята. Цин Шъхуан налага тираничен режим, въвеждайки цензура, унищожавайки много книги и избивайки известни учени.
Военачалниците на Цин Шъхуан значително разширяват китайската държава – с походи южно от Чу те трайно присъединяват населените с народите юе земи на Хунан и Гуандун към китайската сфера на културно влияние. На север те отнемат от хунну областта Ордос, макар това по-късно до довежда до обединението на хунну под ръководството на Маодун.

## Име и титла
Личното име на Цин Шъхуан е Джао Джън – Джао е фамилното име на управляващата династия в Цин и само случайно съвпада с името на царството Джао, където е роден. Личното си име Джън получава по името на месеца, в който е роден – първия в китайския календар. Както и останалите владетели на китайски княжества през 1 хилядолетие пр.н.е., първоначално той използва титлата уан (王), дума, която първоначално означава „голям човек“, но постепенно придобива значението на „вожд“ и „цар“.
След като подчинява останалите княжества се превръща във владетел на целия Китай, Джао Джън се опитва да отбележи това събитие и да утвърди властта си, като започва да се нарича Цин Шъхуанди (秦始皇帝), често съкращавано на Цин Шъхуан (秦始皇). Това име означава буквално „Първи суверенен император Цин“. Думата „Шъ“ означава „първи“ и намерението на владетеля е неговите наследници да се наричат втори, трети и т.н. хуанди.
Титлата хуанди (皇帝) води началото си от митологичните Трима повелители и Петима императори (三皇五帝, „сан хуан у ди“), от чието наименование са извлечени думите хуан („повелител“) и ди („император“). Това е и името на обожествявания основоположник на китайската цивилизация, Жълтия император, от чийто престиж иска да се възползва Цин. Освен това думата хуан (皇) означава „блестящ“ и често се използва като епитет на Небето. Създадената по този начин императорска титла хуанди остава в употреба до Синхайската революция от 1912 година, която слага край на имперската епоха в Китай.

## Биография

### Ранни години
Цин Шъхуан е роден в Хандан на 18 февруари 259 година пр.н.е. като първороден син на Джуансян. Баща му е един от внуците на Джаосян, който управлява в царство Цин. Джуансян е изпратен от дядо си като заложник в съседното царство Джао. Там той се сближава с търговеца Лю Бууей, който по-късно играе важна роля при неговото управление. Лю дава на Джаосян една от своите наложници, която ражда бъдещия император.
В „Записки на великия историк“, хрониката на историка Сима Циен, писана по времето на враждебно настроено към Цин Шъхуан правителство, той е представен като биологичен син на Лю Бууей, който дава своята наложница на Джуансян, след като тя вече е бременна. Представата за императора като за незаконнородено дете допринася за неговия отрицателен образ в китайската култура през следващите столетия. Съвременните изследователи се отнасят скептично към твърденията на Сима Циен, тъй като Джуансян се установява при Лю година преди раждането на детето, а някои изцяло ги отхвърлят като пропагандни спекулации.
През 250 година пр.н.е. Джуансян става владетел на Цин, а Цин Шъхуан е обявен за престолонаследник. Това става с активното съдействие на Лю Бууей, който се превръща в основна фигура в правителството. Няколко години по-късно Джуансян умира и през 246 година пр.н.е. тринадесетгодишния Цин Шъхуан става владетел на Цин.
Поради ранната възраст на владетеля, Лю Бууей продължава да управлява държавата, която активно воюва с останалите шест китайски държави. Сред първите му задачи е да потуши бунта на Чъндзяо, полубрат на Цин Шъхуан от друга майка, който преминава на страната на Джао, а много негови поддръжници в Цин са избити.
По време на регентството на Лю бъдещият император усвоява популярната в двора идеологията на легизма, чийто най-ярък представител по това време е Хан Фей.
През 238 година пр.н.е., възползвайки се от отсъствието на владетеля от столицата, любовникът на майка му Лао Ай организира бунт. Метежът е потушен бързо, Лао Ай и много негови поддръжници са избити, майката на Цин е поставена под домашен интерес, а двамата ѝ синове от Лао, които тя дотогава пази в тайна, са убити. Подозиран в участие в заговора, през 235 година пр.н.е. Лю Бууей се самоубива, а Цин Шъхуан поема цялата власт, като за пръв министър е назначен Ли Съ.

### Управление на царство Цин
След като утвърждава властта си в Цин, Джао Джън си поставя за цел унищожаването на останалите царства. За тази цел той използва всякакви средства – шпионска мрежа, подкупи, мъдри съветници, сред които първо място заема Ли Съ. През 230 година пр.н.е. той започва решаваща война срещу царство Хан, което е завладяно същата година. Година по-късно Джао Джън се възползва от тежките наводнения, за да завземе и царство Джао, където е роден.
През 227 г. пр.н.е. престолонаследникът на царство Йен Йен Дан изпраща при Джао Джън убиеца Дзин Къ, който успява да стигне до владетеля, но е убит. По-късно неуспешен опит за убийство прави и приятелят на Дзен Къ, известният лютнист Гао Дзиенли. Въпреки това Ян пада през 226 година пр.н.е., последвано от Уей година по-късно и от най-сериозния съперник на Цин, южното царство Чу, през 223 година пр.н.е.
През 222 година пр.н.е. в граничните области с Манджурия са заловени последните представители на царското семейство на Йен и единственото независимо царство остава източното Ци. Въпреки опитите на владетеля му да се защити, през 221 година пр.н.е. Ци също е завладяно. С това приключва Периодът на воюващите царства и се създава първата обединена китайска държава с централизирана власт при династията Цин. На 39 години Джао Джън пръв в историята на Китай постига обединение на страната и приема тронното име Цин Шъхуан.

### Управление на империята

#### Административни и стопански реформи
Колосалната кампания по обединението на Поднебесната империя е завършена през 221 г. пр.н.е., след което новият император провежда поредица от реформи за утвърждаване на завоюваното обединение. Цин Шъхуан обявява прекратяването на всички войни завинаги, събира от князете оръжието им и го претопява, построявайки от него 12 големи паметника. В знак на обединението отбранителните съоръжения между отделните царства са разрушени.
За столица на империята е избран Сянян, недалече от съвременния град Сиан. Тук са доведени сановниците и велможите от всички покорени държави. За да се потиснат центробежните тенденции по места, използването на имената на старите царства е забранено, а империята е разделена на 36 комендантства (郡, дзюн), чийто брой по-късно надхвърля 40. Комендантствата от своя страна се разделят на окръзи (縣, сиен), окръзите – на околии (鄉, сян), а околиите – на стотни (里, ли). Тази система е различна от административното устройство на предходните династии, което представлява по-скоро набор от лични съюзи и федеративни отношения между владетеля и местните управители. При новата система управителите на отделните единици не са наследствени, а се назначават от централното правителство.
Важна мярка за обединяването на империята е унифицирането на китайската писменост. Това става на основата на печатната писменост на царство Цин, която е допълнително опростена под ръководството на Ли Съ чрез премахването на вариантни форми на някои символи. Новата стандартна писменост е обявена за официална и е наложена във всички области, с което е поставено началото на интегрирането на китайските езици.
Цин Шъхуан обръща голямо внимание и на стопанската интеграция на доскорошните царства. Стандартизирани са единиците за измерване и дори дължината на осите на колите, за да се улесни изграждането на пътната мрежа. Изградена е мащабна система от пътища и канали, свързващи отделните области на империята и улесняващи търговските връзки между тях. Паричната система е унифицирана на основата на банлян, кръгла монета с квадратен отвор в средата и с тегло 6 – 10 g, подобна на използваните преди това в царството Джоу.

#### Налагане на легизма
Предхождащия управлението на Цин Шъхуан Период на воюващите държави е свързан с постоянна политическа нестабилност и военни конфликти, но обикновено се смята за златен век на свободната мисъл. Цин Шъхуан премахва Стоте школи от предходния период, които обхващат конфуцианството и други философски направления. На тяхно място като официална идеология на династията е наложен легизмът, основен елемент на който е изискването хората да следват законите и да бъдат наказвани в съответствие с тях.
От 213 година пр.н.е., по настояване на Ли Съ и за да избегне сравненията на неговото управление с миналото, Цин Шъхуан нарежда да бъдат изгорени повечето съществуващи книги, с изключение на тези за астрология, земеделие, медицина, гадаене и за историята на царство Цин. Особено строго се наказва притежанието на класическите книги „Шъдзин“ и „Шудзин“. Изгарянето трябва да помогне и за продължаването на реформата на писмената система, премахвайки примери за старите писмени варианти.
Според Сима Циен, през 212 година пр.н.е. Цин Шъхуан нарежда 460 учени да бъдат погребани живи за притежаване на забранени книги. По този повод той е критикуван от своя най-голям син Фу Су, когото след това изпраща на северната граница. В личната библиотека на императора са запазени копия от забранените книги, но повечето от тях са унищожени по-късно, когато през 206 година пр.н.е. Сян Ю опожарява двореца в Сянян.
Налагането на легизма предизвиква недоброжелателността на представителите на други философски школи към Цин Шъхуан, което се проявява след неговото падане от власт. Всички запазени писмени свидетелства за Цин Шъхуан са пречупени през призмата на конфуцианския мироглед на историография от периода Хан, преди всичко на Сима Циен. Има вероятност в привежданите от тях сведения за изгарянето на книги, забраната на конфуцианството и екзекуцията на последователите на Конфуций да е отразена конфуцианската антицинска пропаганда, насочена срещу легистите. Така, макар всички следващи китайски династии да наследяват и прилагат административно-бюрократичната система на управление, създадена при първия Цин Шъхуан, в традиционните представи той остава с образа на чудовищен тиранин.

#### Външна политика и строежи
След обединението на Китай Цин Шъхуан прави опит да продължи настъплението си на север и северозапад, но така и не успява да подчини живеещите там хунну. След поредица изтощителни и неуспешни военни походи, императорът се отказва и решава вместо това да укрепи границата чрез изграждането на дълга стена.
Тази стена, за чието строителство Цин Шъхуан мобилизира стотици хиляди свои поданици, много от които умират, е предшественик на днешната Велика китайска стена, една от най-големите туристически забележителности на съвременен Китай. Тя обединява множество по-малки укрепления, изградени през предходните четири столетия, свързвайки ги с новоизградени участъци.
Известна южнокитайска поговорка гласи, че на север е Великата стена, а на юг – каналът Линцю. През 214 година пр.н.е. Цин Шъхуан поставя началото на нов грандиозен строителен проект – голям канал, който трябва да осигурява доставките за армията и транспортните връзки в южните области. Каналът има дължина 34 km и свързва река Сян, приток на Яндзъ, с река Лидзян, приток на Джудзян, като по този начин осигурява връзката между двете речни системи и улеснява китайската експанзия на югозапад. Наред с изграждането на Великата стена и на напоителната система Дудзянян, каналът Линцю е смятан за едно от най-големите технически достижения на древнокитайската цивилизация.
На юг от традиционните граници на Китай Цин Шъхуан предприема военни походи и установява контрол над отделни области в съвременните Гуандун и Виетнам.

#### Пътувания
През последните десет години от живота си императорът рядко се задържа в столицата. През периода 219 – 211 г. пр.н.е. прави ритуални обиколки в империята си, по време на които оставя своя знак на седем свещени планини. Маркирането се извършва по оригинален начин: на върха на всяка планина е поставена каменна колона или стела, на която е гравирана поетическа възхвала на императора. Каменните стели не достигат до нас, но шест надписа са преписани от историка Сима Циен и благодарение на него достигат до наши дни:
| „                  | „През тази двайсет и шеста година той най-напред обедини Всичко в Поднебесната всички се покориха и се изпълниха с уважение. Той лично обиколи далечните райони, изкачи се на Великата планина и огледа цялата източна граница. Придружаващите го сановници размишляват над подвизите му, проследяват корените и причините за делата и постиженията му и уважително изреждат неговите заслуги и огромни добродетели.“ | “ |
| надпис на връх Тай | |   |

През 218 година пр.н.е. Джан Лян, благородник от завладяното царство Хан, организира опит за убийството на Цин Шъхуан по време на едно от неговите пътувания. Той поръчва изработването на стокилограмов конус и наема човек, който да блъсне с него колата, в която пътува владетеля. Опитът за убийство се проваля, но заговорниците успяват да избягат и не са заловени, въпреки усилията, които властите полагат.
В последните години от живота си, разочарован от липсата на перспектива за постигане на безсмъртие, Цин Шъхуан все по-рядко предприема обиколки из страната, ограждайки се от света в огромния си дворец. Избягвайки общуването с простосмъртните, императорът очаква, че ще бъде обожествен. Вместо това, тоталитарното му управление поражда растящо с всяка година недоволство. Разкривайки три заговора, императорът няма основание да се доверява на приближените си. Умира през 210 или 209 година пр.н.е. по време на поредната обиколка на владенията си. След смъртта му пламват династични борби и през 206 г. пр.н.е. цялото му семейство е избито.

## Религиозни възгледи
Повече от всичко императорът се безпокои от идването на смъртта. По време на своите пътувания той се запознава с различни магьосници, надявайки се да узнае от тях тайната на еликсира на безсмъртието. През 219 г. пр.н.е. той изпраща експедиция за търсенето му към островите на Източно море (вероятно в Япония). Конфуцианските учени виждат в това просто суеверие, заради което си плащат жестоко: по заповед на императора, според преданието, 460 от тях са закопани живи в земята.
Цин Шъхуан е и последовател на школата на Петте елемента (земя, дърво, метал, огън и вода: 五德終始說）. Негов рожден елемент е водата, която е свързана с черния цвят. Смята се също, че владетелската династия на Джоу е свързана с огъня и червения цвят, а новата династия Цин следва да е свързана със следващия елемент – водата. Така черното се превръща в цвета на дрехите и знамената при новата династия. Други подобни асоциации на владетеля са с посоката север, зимния сезон и числото 6. По тази причина рабошите и официалните шапки са дълги 6 педи, колите са широки 6 стъпки, колкото е и 1 бу, една от новите единици за дължина.

### Търсене на безсмъртието
Както се разбира от „Записки на великия историк“ на Сима Циен, повече от всичко императора се е безпокоил от мислите за предстоящата смърт. По време на пътуванията си, той се запознава с магьосници и заклинатели, надявайки се да разбере от тях тайната на еликсира на безсмъртието. През 219 г. пр.н.е. императорът в търсенето си изпраща експедиция до островите на Източното море (предполагаемо – в Япония). Най-известните експедиции през 219 и 210 г. пр.н.е. до остров Янтай (Шандун), предприема Сюй Фу.

## Наследство

### Гробницата на императора
Нищо друго не илюстрира така добре могъществото на Цин Шъхуанди от размерите на погребалния комплекс, който той започва да строи приживе. Гробницата е в центъра на вниманието му още от 13-годишна възраст. Тогава започва работата по нея, така ни осведомява Сима Циен. За построяването на мавзолея недалеч от днешния град Сиан са привлечени 700 000 работници и занаятчии.
Могилата с погребението на първия император е идентифицирана едва през 1974 година. Нейното проучване продължава и сега.
За съпровождането на императора в света на отвъдното е изваяна многобройна теракотена армия. Лицата на воините са индивидуализирани, в миналото телата им са били ярко оцветени. За разлика от предшествениците си – например, владетелите на държавата Шан (ок. 1300 – 1027 г. пр.н.е.) – императорът се отказва от масови човешки жертвоприношения.
Комплексът гробница на Цин Шъхуан е включен в Списъка на Световното културно наследство на ЮНЕСКО.

### Цин Шъхуан в изкуството
- По мотиви от историята на обединението на Китай Чън Кайгъ през 1999 година снима филма „Император и убиец“, който следва сюжета на съчинението „Шъ Дзи“ (史记) на Съма Циен. През 2002 година Чжан Имоу снима на тази тема най-скъпия филм в историята на китайското кино до този момент – „Герой“.
- През 2006 година на сцената на Метрополитен опера (Ню-Йорк) е премиерата на операта „Първият император“ (композитор – Тан Дун, режисьор – Чжан Имоу). Партията на императора изпълнява Пласидо Доминго.
- През 2008 година ролята на Цин Шъхуан в холивудския филм „Мумията: Гробницата на императора дракон“ изпълнява Джет Ли.